# Lhota u Vsetína
Lhota u Vsetína (Duits: Lhota bei Lipthal) is een Moravische gemeente in de Tsjechische regio Zlín, en maakt deel uit van het district Vsetín. Lhota u Vsetína telt 783 inwoners (2023).

## Geschiedenis
- 1666 – De eerste schriftelijke vermelding van Lhota u Vsetína.
- 1980 – De gemeente Lhota u Vsetína wordt geannexeerd door de stad Vsetín.
- 1999 – Lhota u Vsetína wordt (opnieuw) een zelfstandige gemeente.[1]

Branky · Bystřička · Dolní Bečva · Francova Lhota · Halenkov · Horní Bečva · Horní Lideč · Hošťálková · Hovězí · Huslenky · Hutisko-Solanec · Choryně · Jablůnka · Janová · Jarcová · Karolinka · Kateřinice · Kelč · Kladeruby · Krhová · Kunovice · Lačnov · Leskovec · Lešná · Lhota u Vsetína · Lidečko · Liptál · Loučka · Lužná · Malá Bystřice · Mikulůvka · Nový Hrozenkov · Oznice · Podolí · Police · Poličná · Pozděchov · Prlov · Prostřední Bečva · Pržno · Ratiboř · Rožnov pod Radhoštěm · Růžďka · Seninka · Střelná · Střítež nad Bečvou · Ústí · Valašská Bystřice · Valašská Polanka · Valašská Senice · Valašské Meziříčí · Velká Lhota · Velké Karlovice · Vidče · Vigantice · Vsetín · Zašová · Zděchov · Zubří